# Asier del Horno
Asier del Horno Cosgaya (Baracaldo, Vizcaya, España, 19 de enero de 1981) es un exfutbolista español que jugaba en la posición de lateral izquierdo. Durante su carrera futbolística jugó en el Athletic Club, Chelsea, Valencia, Valladolid y Levante, además fue 10 veces internacional con la selección española.
En su etapa como jugador rojiblanco marcó cinco goles al Real Madrid en siete partidos. A lo largo de su carrera fue expulsado en cinco ocasiones, la más recordada, por una entrada a Leo Messi el 22 de febrero de 2006.

## Trayectoria
Nacido en Barakaldo, es natural de la pequeña localidad de Gallarta.Comenzó su carrera en las filas del CD Gallarta y, posteriormente, recaló en las categorías inferiores del Athletic Club en 1993. En 1999 dio el salto al Bilbao Athletic junto a Nacho Garro, directamente desde el equipo juvenil, sin pasar por el CD Basconia.
Debutó con el primer equipo en la primera jornada de la temporada 2000/01 ante el Deportivo de La Coruña, no obstante, fue suplente habitual de Aitor Larrazabal en sus dos primeras temporadas. A pesar de ello, consiguió marcar su primer gol ante el Real Madrid en la victoria (2-1), el 16 de febrero de 2002, al rematar un córner. A partir enero de 2003, empezó a ser titular habitual. Su segundo gol fue, también, ante el Real Madrid en el empate 1-1, el 26 de enero de 2003, con un remate con su pierna izquierda. Sú único doblete fue, también, ante el Real Madrid en la victoria por 4-2, el 20 de marzo de 2004, el segundo de ellos con una magnífica jugada individual. También anotó gol en la victoria en el Santiago Bernabéu (0-2), el 19 de febrero de 2005. Sus estadísticas individuales desde que se hizo con la titularidad fueron mejorando; en la temporada 2002/03 jugó 25 partidos y marcó cuatro goles, en la campaña 2003/04 jugó 31 partidos y anotó cinco goles y en la temporada 2004/05 jugó 43 partidos y anotó siete goles. En su última temporada fue el máximo goleador del equipo en Copa de la UEFA, anotando tres goles en siete partidos, uno de ellos en la histórica victoria ante el Standard de Lieja por 1-7.
En 2005, varios clubes se interesaron por él, entre ellos, el Real Madrid y el Chelsea de José Mourinho. El presidente del Athletic, Fernando Lamikiz, consideró necesario aceptar la oferta del club inglés. Así, en junio de 2005, fue fichado por el Chelsea por 8 millones de libras (12 millones de euros). El 27 de agosto de 2005 marcó su único gol con el club londinense ante el Tottenham (0-2). Su etapa en el club inglés estuvo marcada por las lesiones y por un partido, disputado el 22 de febrero de 2006, ante el FC Barcelona en la Liga de Campeones, donde acabó expulsado por una dura entrada a Leo Messi. Con el club inglés logró ganar la Premier League y la Community Shield. El Chelsea, tras fichar al deseado Ashley Cole, decidió venderle al Valencia por 7'5 millones de euros. Debido a una grave lesión en su tendón de Aquiles, no pudo debutar con el Valencia, que dirigía Quique Sánchez Flores, hasta el 3 de marzo de 2007 ante el Celta de Vigo.
En la temporada 2007/08, tras haber disputado ocho partidos con el Valencia, se marchó cedido al Athletic Club, con una opción de compra. Joaquín Caparrós, su nuevo entrenador, prefirió a Koikili Lertxudi como lateral zurdo titular. Al final, el Athletic consideró que su rendimiento no fue satisfactorio, además de valorar negativamente la actitud del jugador que, como en el pasado, tuvo problemas con sus salidas nocturnas.
En el mercado invernal de la temporada 2009/10 fue cedido al Real Valladolid tras la poca continuidad tenida en el club valenciano. En el club vallisoletano se hizo con la titularidad, pero una fractura de húmero le impidió disputar las últimas tres jornadas. En verano de 2010 se incorporó al Levante en calidad de cedido, en el que jugó a buen nivel, aunque tuvo que ser operado del tendón de Aquiles. El 11 de julio de 2011 rescindió su contrato con el Valencia. Se incorporó libre al Levante, retirándose a final de temporada.

## Selección nacional
Fue internacional sub-21, en 16 ocasiones, entre el año 2000 y 2003.
Ha sido internacional con la Selección de fútbol de España en diez ocasiones. Su debut se produjo el 3 de septiembre de 2004 en Valencia, en el partido España 1 - 1 Escocia. Su primer gol llegó en su tercer partido, ante la selección de Inglaterra, en el amistoso disputado el 17 de noviembre de 2004 en el Estadio Santiago Bernabéu.
No disputó la fase final de la Copa Mundial de Fútbol de 2006 por una inoportuna lesión en su tendón de Aquiles, que se produjo después de que el seleccionador español Luis Aragonés lo incluyera en la lista de veintitrés jugadores, siendo sustituido por Pernía.

## Clubes
| Club                           | País       | Año       | Partidos | Goles |
| ------------------------------ | ---------- | --------- | -------- | ----- |
| Athletic Club                  | España     | 2000-2005 | 126      | 17    |
| Chelsea F. C.                  | Inglaterra | 2005-2006 | 34       | 1     |
| Valencia C. F.                 | España     | 2006-2011 | 32       | 2     |
| Athletic Club (cedido)         | España     | 2007-2008 | 21       | 1     |
| Real Valladolid C. F. (cedido) | España     | 2010      | 13       | 0     |
| Levante U. D. (cedido)         | España     | 2010-2011 | 24       | 2     |
| Levante U. D.                  | España     | 2011-2012 | 15       | 0     |

## Palmarés

### Campeonatos nacionales
| Título           | Club          | País       | Año  |
| ---------------- | ------------- | ---------- | ---- |
| Premier League   | Chelsea F. C. | Inglaterra | 2005 |
| Community Shield | Chelsea F. C. | Inglaterra | 2005 |